# Hultehouse
Hultehouse là một xã trong vùng Grand Est, thuộc tỉnh Moselle, quận Sarrebourg, tổng Phalsbourg. Tọa độ địa lý của xã là 48° 43' vĩ độ bắc, 07° 15' kinh độ đông. Hultehouse nằm trên độ cao trung bình là 400 mét trên mực nước biển, có điểm thấp nhất là 205 mét và điểm cao nhất là 463 mét. Xã có diện tích 4,58 km², dân số vào thời điểm 1999 là 335 người; mật độ dân số là 73 người/km². Xã nằm khoảng 16 km về phía đông của Sarrebourg, thuộc Pháp từ năm 1661.

## Thông tin nhân khẩu
| 1962 | 1968 | 1975 | 1982 | 1990 | 1999 |
| ---- | ---- | ---- | ---- | ---- | ---- |
| 352  | 354  | 363  | 343  | 327  | 335  |